# Madonna mit Kind (Beynes)

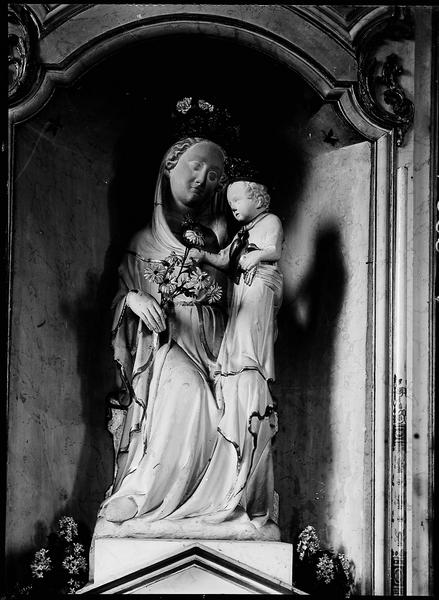
Madonna mit Kind in Beynes (1924, Foto bei der Médiathèque de l'architecture et du patrimoine)

Die Skulptur Madonna mit Kind in der katholischen Kirche St-Martin in Beynes, einer französischen Gemeinde im Département Yvelines der Region Île-de-France, wurde im 14. Jahrhundert geschaffen. Im Jahr 1907 wurde die gotische Skulptur als Monument historique in die Liste der geschützten Objekte (Base Palissy) in Frankreich aufgenommen.
Die 1,08 Meter hohe Steinskulptur war ursprünglich farbig gefasst. Das Jesuskind steht auf dem linken Knie der sitzenden Maria. Sein Gesicht wendet sich der Mutter zu. Maria ist in einen bis zum Boden reichenden Mantel gehüllt und beobachtet das Kind.
Die Blumen in der rechten Hand von Maria sind eine dekorative Ausschmückung vom Anfang des 20. Jahrhunderts.